# Yang Zi-Jun
Yang Zi-Jun (chinesisch 楊子君, Pinyin joeng zi gwan; * 8. Februar 1990) ist eine ehemalige Tennisspielerin aus Hongkong.

## Karriere
Yang spielte hauptsächlich Turniere auf der ITF Women’s World Tennis Tour, wo sie je einen Titel im Einzel und Doppel gewinnen konnte.

## Turniersiege

### Einzel
| Nr. | Datum        | Turnier | Kategorie   | Belag     | Finalgegnerin | Ergebnis |
| --- | ------------ | ------- | ----------- | --------- | ------------- | -------- |
| 1.  | 10. Mai 2009 | Tarakan | ITF $10.000 | Hartplatz | Yang Yi       | 7:5, 6:1 |

### Doppel
| Nr. | Datum           | Turnier    | Kategorie   | Belag     | Partnerin  | Finalgegnerinnen                 | Ergebnis |
| --- | --------------- | ---------- | ----------- | --------- | ---------- | -------------------------------- | -------- |
| 1.  | 28. August 2009 | Nonthaburi | ITF $10.000 | Hartplatz | Zhang Ling | Beatrice Gumulya Lavinia Tananta | 6:4, 6:3 |